# 棟方志功
棟方志功（1903年9月5日—1975年9月13日），是日本版畫家。青森縣人。主要作品『十大弟子板画柵』、『天地乾坤韻』、『湧然する女者達々』、『柳緑花紅板画柵』等。文化勳章獲得者。

## 外部連結
- 维基共享资源上的相關多媒體資源：棟方志功